# Distraction
Distraction é um game show onde quatro participantes precisam responder questões de conhecimento geral enquanto são distraídos por qualquer coisa, como ter garrafas sendo quebradas em suas cabeças, comer algo apimentado, ser cercado por lutadores, entre outros. A pergunta final coloca o próprio grande prêmio em risco de destruição ou danificação. Distraction é apresentado por Jimmy Carr, que orgulhosamente continua a tradição britânica de humilhar os participantes.